# Wave (minialbum Ive)
Wave – pierwszy japoński minialbum południowokoreańskiej grupy Ive. Został wydany 31 maja 2023 roku przez Starship Entertainment i Ariola Japan. Minialbum zawiera 5 utworów, w tym główny singiel o tej samej nazwie, japońskie wersje singli koreańskich grupy „After Like” i „Love Dive”, oraz jeden nowy, oryginalny japoński utwór, „Classic”. Minialbum zdobył pierwsze miejsce na listach przebojów w Japonii, zadebiutował na szczycie listy Oricon Albums Chart oraz Billboard Japan Hot Album.

## Tło wydania i kompozycja
kwietnia Ive ogłosiło, że pierwszy japoński minialbum zostanie wydany 31 maja i będzie zawierać główny singiel „Wave”, utwór „Classic” oraz japońskie wersje wcześniej wydanych piosenek: „After Like”, „Love Dive” i „Take It”. Teledysk do głównego singla „Wave” został udostępniony przedpremierowo 9 maja 2023 roku. „Wave” to piosenka, która eksploruje koncepcję pewności siebie w miłości i przekonania, że pewność jest korzystniejsza od niejasnych relacji. Piosenka wyróżnia się atrakcyjnym basem i chwytliwym refrenem.

## Promocja
Ive pojawiły się w Music Station, japońskim muzycznym programie telewizyjnym, pojawiliy się także w różnych lokalnych programach telewizyjnych w Japonii i wykonali na scenie swój tytułowy utwór „Wave”.

## Odbiór komercyjny
Wave zadebiutował na pierwszym miejscu listy Oricon Albums Chart. Album przez siedem dni z rzędu znajdował się na pierwszym miejscu listy Oricon Daily Album Chart. Zadebiutował także na pierwszym miejscu na liście Billboard Japan Hot Album. Ponadto otrzymało certyfikat złotej płyty przyznany przez Recording Industry Association of Japan (RIAJ).

## Lista utworów
| CD | CD                              | CD                                | CD                                                                                   | CD                                                           | CD      |
| Nr | Tytuł utworu                    | Tekst                             | Kompozycja                                                                           | Aranżacja                                                    | Długość |
| -- | ------------------------------- | --------------------------------- | ------------------------------------------------------------------------------------ | ------------------------------------------------------------ | ------- |
| 1. | „Wave”                          | Hiromi                            | Ryan S. Jhun, Gustav Landell, Simon Jonasson, Kristin Carpenter, Pateko, Stally      | Ryan S. Jhun, Gustav Landell, Simon Jonasson, Pateko, Stally | 2:55    |
| 2. | „Classic”                       | Kanata Okajima                    | Ryan S. Jhun, Chloe Anne Latimer, Nina Nesbitt, Celine Svanbäck, Jeppe London Bilsby | Ryan S. Jhun, Jeppe London Bilsby                            | 3:32    |
| 3. | „After Like” (Japanese version) | Ryan S. Jhun, Anders Nilsen, eill | Ryan S. Jhun, Anders Nilsen, André Jensen                                            | Ryan S. Jhun, Anders Nilsen                                  | 2:58    |
| 4. | „Love Dive” (Japanese version)  | Seo Ji-eum, Kanata Okajima        | Sophia Brennan, Elle Campbell, Nick Hahn                                             | Nick Hahn                                                    | 2:57    |
| 5. | „Take It” (Japanese version)    | Eill                              | Daniel Kim, Jeremy G (Future Sound), Willie Weeks                                    | Willie Weeks                                                 | 3:25    |

## Notowania
| Lista                                 | Najwyższa pozycja | Źr.    |
| ------------------------------------- | ----------------- | ------ |
| Japanese Albums (Oricon)              | 1                 | [ 13 ] |
| Japanese Digital Albums (Oricon)      | 1                 | [ 14 ] |
| Japanese Hot Albums (Billboard Japan) | 1                 | [ 15 ] |